# 信條
信條是一種固定而形式化的陳述，對一個群體內共同的信仰或信念，歸結為一組核心的準則。通常出現在宗教團體。

## 字源
信條（Creed）的字源可以追溯至拉丁文，是教會在禮拜儀式中，形式化誦念的一組固定文字。在誦唸完每個段落，都會加上（我相信）作為結尾。

## 實例
基督教最早的信條「耶穌是主」起源自使徒保羅，並確立了三位一體等基本教義。初期教會將這些信條文字化之後，成為信經，如尼西亞信經、使徒信經等。
在伊斯蘭教中，則有清真言。

### 腳註
1. ↑  也有，等表达

### 文獻
1. ↑  Harn, Roger van. . A&C Black. 2004: 58. ISBN 9780819281166 （英语）.